# Đớp ruồi họng đỏ
Ficedula albicilla là một loài chim trong họ Muscicapidae.

## Hình ảnh

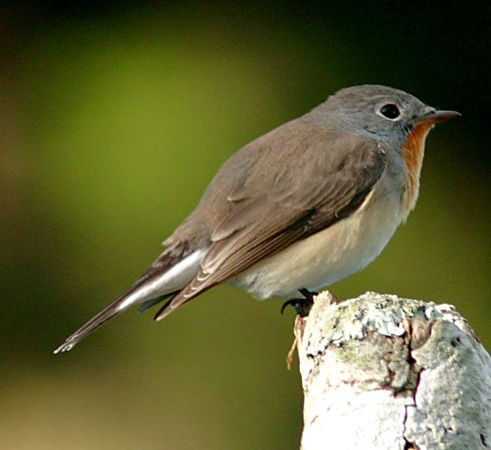
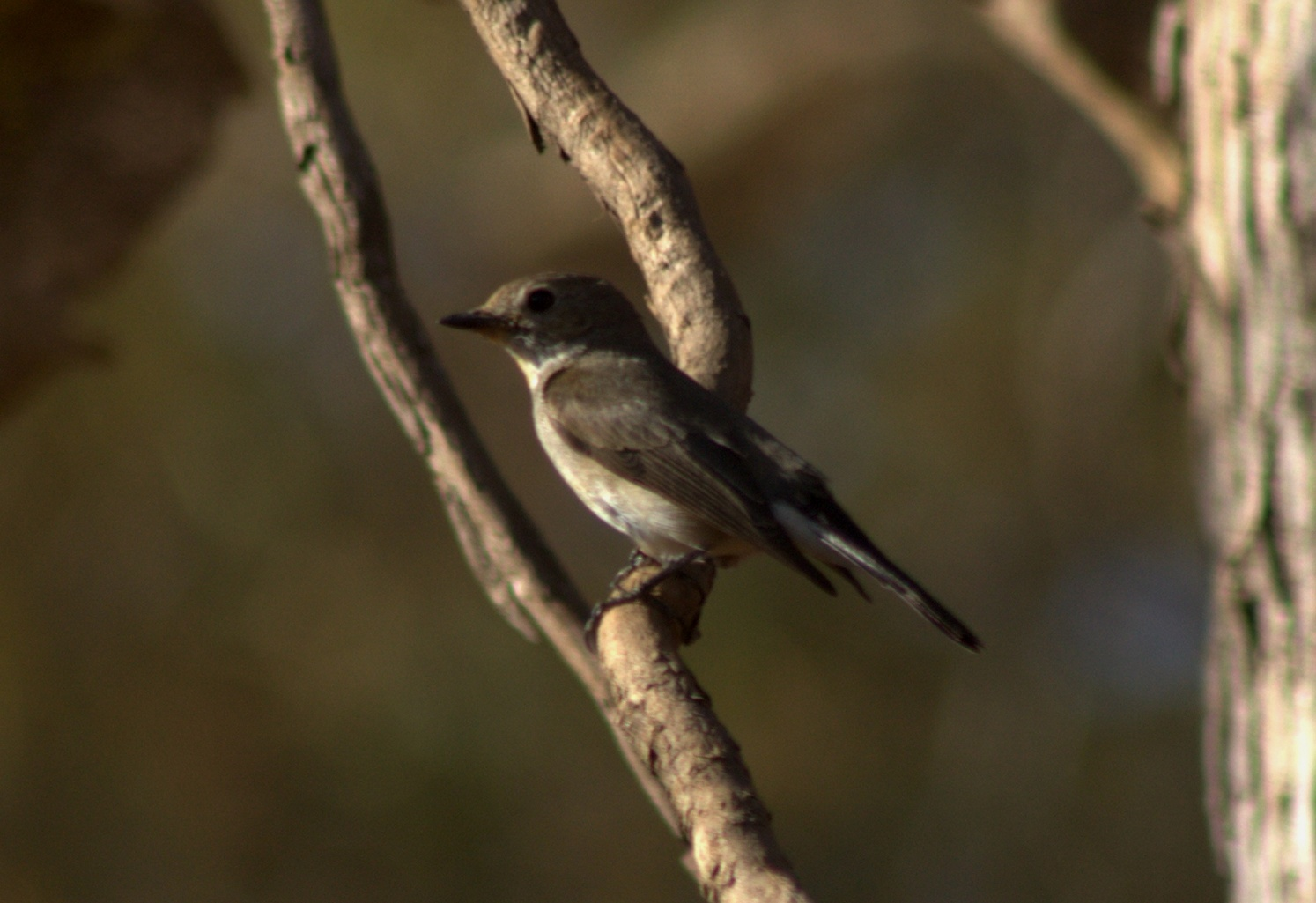
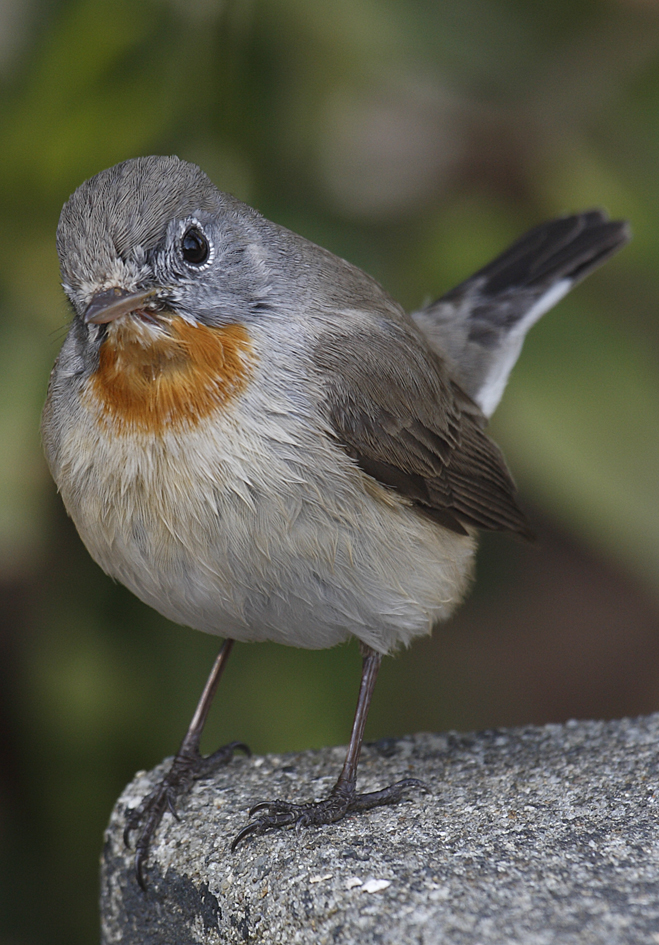

## Tham khảo

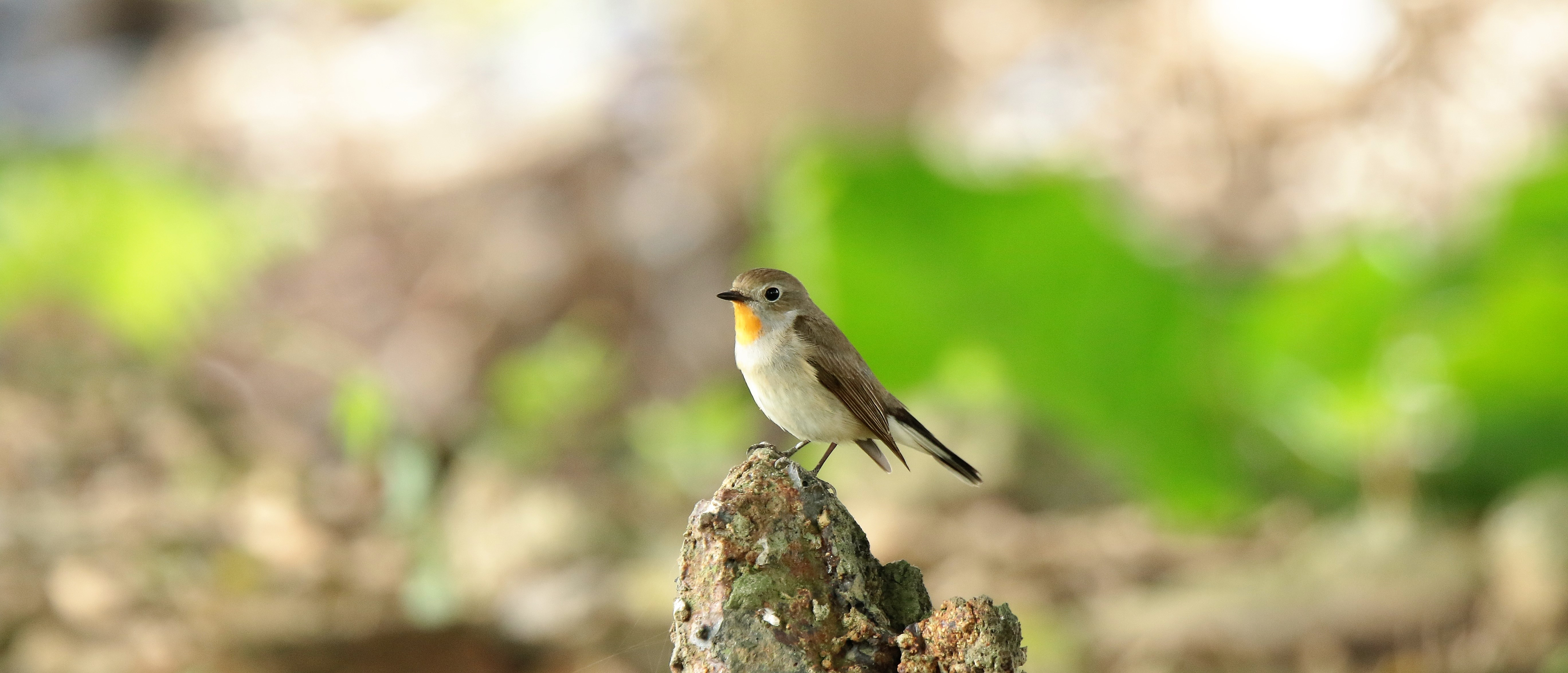
Đớp ruồi Taiga (chim trống)

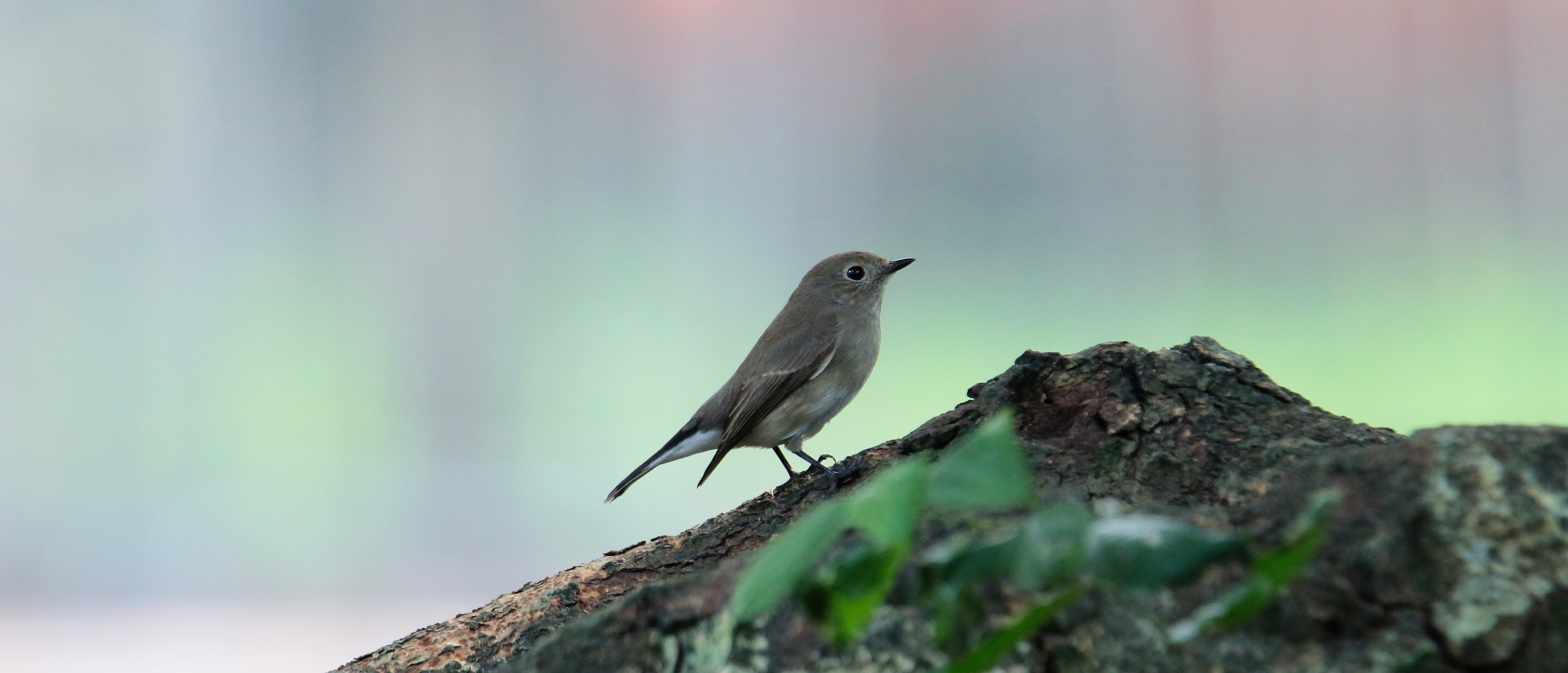
Đớp ruồi Taiga (chim mái)